# 로타르 마이어
율리우스 로타르 마이어(Julius Lothar Meyer, 1830년 8월 19일 ~ 1895년 4월 11일)는 독일의 화학자로, 화학 원소의 주기율표를 최초로 고안한 선구자 중 한 명이다. 마이어와 드미트리 멘델레예프는 로베르트 분젠과 작업하며 주기율을 공식화하고 자신만의 주기율표를 만들었다. 첫번째 이름인 율리우스를 사용하지 않아 일생동안 로타르 마이어라는 이름으로 알려졌다.

## 경력
로타르 마이어는 독일 파렐(당시 올덴부르크 주의 영토)에서 의사인 프리드리히 아우구스트 마이어와 안나 비어만의 아들로 태어났다. 그는 올덴부르크의 알테스 김나지움을 졸업하고 1851년 취리히 대학교에서 의학을 공부하였다. 2년 후 뷔르츠부르크 대학교에서 루돌프 피르호의 제자가 되어 병리학을 공부하였다. 그는 취리히에서 카를 루트비히에게 배우면서 생리 화학에 관심을 쏟게 되었다. 그는 1854년 뷔르츠부르크에서 의학박사로 졸업한 뒤, 로베르트 분젠이 화학 의장을 맡고 있는 하이델베르크 대학교에 진학하였다. 1858년, 브로츠와프 대학교에서 일산화 탄소가 혈액에 미치는 영향에 대한 논문으로 화학 박사 학위를 받았다. 호흡의 생리학에 대한 관심으로, 그는 혈액 속에서 산소가 헤모글로빈과 결합한다는 사실을 인지하였다.
구스타프 키르히호프의 수학적 가르침에 영향을 받은 그는 프란츠 에른스트 노이만 휘하의 쾨니히스베르크 대학교에서 수학물리학을 공부하게 되었고, 1859년 대학 교수 자격인 하빌리타치온을 획득한 뒤 브로츠와프 대학교에서 물리학 및 화학 사강사가 되었다. 1866년 마이어는 노이슈타트에베르스발데에서 에베르스발데 포레스트리 아카데미의 직책을 수락하였지만 2년 후에는 카를수르에 공과대학 교수직에 임명되었다.
1872년, 마이어는 벤젠 고리 안의 여섯 개의 탄소 원자(몇년 전 아우구스트 케쿨레가 제안)가 단일결합으로만 상호 연결된다고 처음으로 제안하였고, 각 탄소 원자의 네번째 원자가가 고리의 내부 방향으로 향한다고 하였다.
프로이센-프랑스 전쟁동안 공과대학이 병원으로 쓰이면서 마이어는 부상자들을 돌보는 데 적극적인 역할을 하였다. 1876년, 마이어는 튀빙겐 대학교의 화학과 교수가 되었고, 1895년 4월 11일 뇌졸중으로 인해 64세의 나이로 사망할 때까지 그곳에서 근무하였다.

## 참고 문헌
- Chisholm, Hugh, 편집. (1911). 〈Meyer, Julius Lothar〉. 《브리태니커 백과사전》 11판. 케임브리지 대학교 출판부.
- Seubert, Karl (1918). “Nekrolog: Lothar Meyer”. 《Berichte der Deutschen Chemischen Gesellschaft》 28 (4): 1109–46. doi:10.1002/cber.18950280498.
- Harald Kluge and Ingrid Kaestner, Ein Wegbereiter der physikalischen Chemie im 19. Jahrhundert, Julius Lothar Meyer (1830–1895) (Aachen: Shaker-Verlag, 2014).
- Otto Kraetz, "Lothar Meyer," Neue Deutsche Biographie, 17 (1994), 304–06.